# Стрелка (Нальчик)

Арка Дружбы

Стрелка — район в Нальчике, расположенный на севере города. В район. Не является административным районом. Представляет собой часть промышленной зоны, район частной застройки (Промгородок и бывшие участки садового товарищества «Сады Симиренко»), а также несколько кварталов многоэтажной застройки.

## История
Район был образован в начале 30-х годов XX века.

## Этимология
Название происходит от схожести геометрической фигуры «стрелка» с пересечением двух основных улиц района — улицы Мальбахова (ранее Баксанского шоссе) и улицы Идарова (ранее улицы Гагарина).

## География
Включает в себя микрорайон преимущественно частной застройки Промгородок.
В районе строится жилой комплекс «Северное сияние».
Район не имеет документально определённых границ и определяется исходя из застройки. Приблизительные границы района на текущий момент:
- на севере, западе и северо-востоке совпадает с границами города и на узком северном участке примыкает к селу Шалушка Чегемского района;
- на юге и юго-западе граничит с районом Богданка (Эльбрусская улица, улица Степанищева, Пионерская улица, улица Мальбахова, Тырныаузская улица, улица Идарова);
- на юго-востоке граничит с районом Аэропорт и аэропортом города Нальчика (городской аэропорт);
- на востоке граничит с микрорайоном Северный (улица Мовсисяна).

## Крупные предприятия, заведения и достопримечательности
Ранее на Стрелке работало промышленное предприятие городской молочный завод «Нальчикский» (Гормолзавод), промышленные здания которого до сих пор располагаются на территории района.
В нынешнее время в данном районе располагаются:
- мемориальная арка «Навеки с Россией» (арка Дружбы);
- Горзеленхоз Нальчика;
- памятник 115-й кавалерийской дивизии;
- сквер 115-й кавалерийской дивизии;
- стела на въезде в город со стороны города Чегем;
- учебный комплекс «Стрелка» Северо-Кавказского института повышения квалификации Краснодарского университета Министерства внутренних дел Российской Федерации (СКИ КрУ МВД РФ);
- рынок «Стрелка»;
- школы № 7, 24, 31;
- детские сады № 38, 71;
- на окраине района расположено Мусульманское кладбище;
- на окраине района расположена электроподстанция «Нальчик»;
- на окраине района расположены автобусная станция «Фруктовый Сад» и автовокзал «Северный».